# Óriás pikkelyes féreg
Az óriás pikkelyes féreg (Eulagisca gigantea) a gyűrűsférgek (Annelida) törzsébe, az Aciculata rendbe, azon belül a pikkelyes férgek (Polynoidae) családjába tartozó faj.
Nevében a „gigantea” a féreg meglepően óriási méretét képviseli sok tengeri gyűrűsféreghez képest. Az IUCN nem ad védelmi státuszt a fajnak, mert viszonylag kevés egyedet találtak belőle, emiatt még sok tény nem ismert az állatról.

## Elterjedése
Antarktisz területén elterülő mélyvizekben, és a kontinens körüli Déli-óceán vizében él. 520-670 méter mélységben fordul elő az üledékbe rejtőzve.

## Leírása
Az állat szürkésbarna színű, teste lapos, de szélessége 10 cm-es is lehet. Ovális testének hossza elérheti a 20 cm-t is, melynek mindkét oldalából több száz sárgás arany sörte nyúlik ki kisebb csomókban. Hátoldalán 15 pár védőpikkely található, melyek páncélként működnek testén. Teljesen vak, szemnélküli, ezért más érzékszerveire támaszkodhat. Fejnek látszó testrésze egy nyúlvány, mely a száján keresztül kitolt torokrészből és az állkapocsból áll. Ez a szájszerv visszahúzott állapotban a testben található, de az állat teljesen kitolhatja a testéből akár 7 cm-es hosszúságra is. A nyúlvány fogazatának kialakítása olyan, hogy az állat bele tudjon harapni és tépni áldozataiba.

## Életmódja
Ragadozó állat, de dögevő életformát is folytathat, de a kannibalizmust sem veti meg. Kisebb vízi élőlényekkel, főleg az étrendjük fő részévé vált csupalábállatokkal (Pantopoda) és állati tetemekkel is táplálkozhat, melyeket a víz alján talál. Legtöbb idejét rejtőzködéssel tölti az aljzatba temetve magát. Teljesen bele tud olvadni a környezetébe, melyben főként testszíne segít. Magányosan élik le életüket, csak a szaporodás időszakban gyűlnek össze többen. A nőstények feromon előállításával vonzzák a hímeket, amelyek jelzik, hogy készen állnak a párzásra. Ez arra készteti a hímeket, hogy spermiumot termeljenek, majd hímivarsejteket a vízbe ürítik. A nőstények leteszik petéiket és a hímek spermiuma által megtermékenyülnek. Ezek a peték általában a planktonokhoz hasonlóan szabadon sodródnak a vízben, míg át nem érnek a lárvastádiumba.